# Cratere Eimmart
Eimmart è un cratere lunare di 44,99 km situato nella parte nord-orientale della faccia visibile della Luna, a nordest del Mare Crisium. Il bordo nord ed est del cratere confina con il Mare Anguis. A nordovest del cratere è presente il cratere Delmotte e i crateri Cleomedes.

Il cratere con le strutture vicine in formato selenocromatico

Il bordo del cratere ha subito leggere erosioni, soprattutto lungo il lato sud-sudest, ma il resto appare intatto. Il piccolo cratere Eimmart A giace sul bordo orientale ed è circondato da un orlo costituito da materiale con albedo più alto, particolarmente a sud e ovest. Il letto interno è relativamente livellato ed è segnato dalla raggiera di Eimmart A.
Il cratere è dedicato all'astronomo tedesco Georg Christoph Eimmart.

## Crateri correlati
Alcuni crateri minori situati in prossimità di Eimmart sono convenzionalmente identificati, sulle mappe lunari, attraverso una lettera associata al nome.
| Eimmart | Coordinate            | Diametro (in km) |
| ------- | --------------------- | ---------------- |
| A       | 24°06′36″N 65°39′36″E | 7,34             |
| B       | 21°22′12″N 66°46′12″E | 12,19            |
| C       | 22°24′36″N 61°15′36″E | 22,68            |
| D       | 22°58′48″N 69°05′24″E | 11,78            |
| F       | 23°17′24″N 62°06′36″E | 8,3              |
| G       | 25°31′12″N 64°50′24″E | 14,23            |
| H       | 22°07′48″N 64°19′48″E | 16,89            |
| K       | 20°07′12″N 67°53′24″E | 13,81            |